# Wojciech Dziwulski
Wojciech Dziwulski (ur. 1951) – polski lektor filmowy oraz spiker. Przez 20 lat czytał reklamy Telezakupów Mango. Jego głos został wykorzystany także między innymi w utworze zespołu O.S.T.R. – „Introgliceryna”.

## Życiorys
Z wykształcenia inżynier mechanik. W 1978 roku ukończył studia na Wydziale Budowy Maszyn Politechniki Gdańskiej. Posiada bezterminową kartę mikrofonową. Pracę z mikrofonem zaczynał w latach 70. w radiowęźle swojego zakładu pracy. Współpracował m.in. z dystrybutorem "Videotechnika" oraz z Prywatną Telewizją Elgaz w Gdyni, gdzie pracował razem z takimi lektorami jak Marek Gajewski i Jan Suzin. Od początku lat 90. przez okres 20 lat był lektorem reklam Telezakupów Mango. Na początku lat 90. był też prezenterem w Telewizji Gdańsk oraz pracował także w Radiu Gdańsk. Jego głos brał udział w internetowej sondzie, w której wybierano najlepszy głos, który mógłby zapowiadać przystanki komunikacji miejskiej.

## Lektor

### Filmy animowane
- Wybawca Ziemi (VHS, dystrybucja: ARE)

### Filmy fabularne
- 1409. Afera na zamku Bartenstein (lektor TV)
- Czarny orzeł (VHS, dystrybucja: Elgaz)[6]
- Gwałtowne uderzenie (VHS, dystrybucja: Elgaz/ARE)
- Milion dolarów
- Niszczyciele (VHS, dystrybucja: Elgaz)
- Po obietnicy (VHS)
- Przeminęło z wiatrem